# Caserne Schramm d'Arras
La caserne Schramm (autrefois caserne des Tourelles et casernes de l'esplanade) est une ancienne caserne militaire bâtie sous forme de barre de casernements militaires située en plein cœur d'Arras reconvertie au XXIe siècle en logements civils pour des familles par la communauté urbaine d’Arras.

## Origine du nom

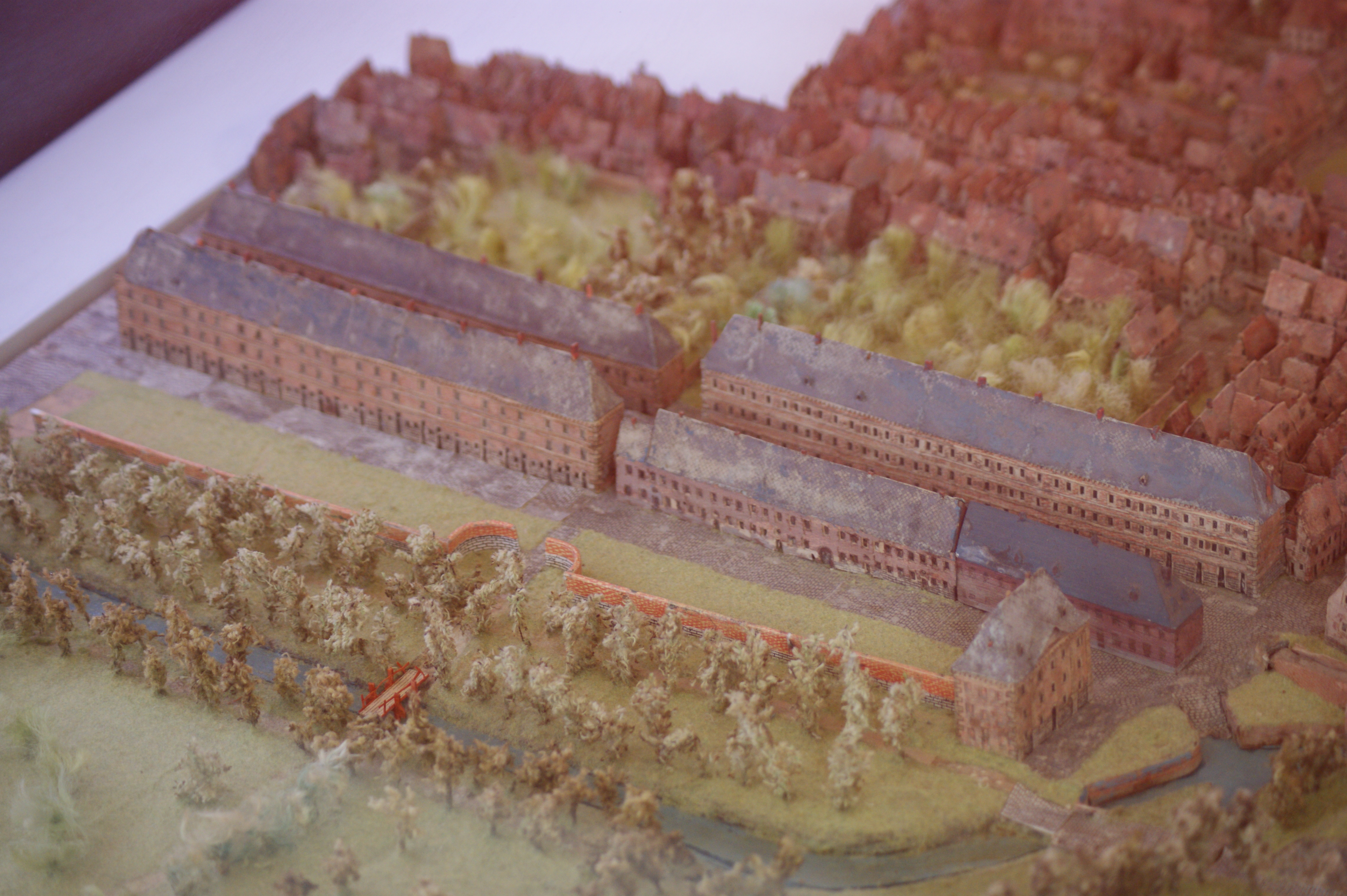
Casernes de l'esplanade sur le plan-relief de la ville d'Arras en 1717

Les casernes après leur construction furent connues sous le nom de "casernes de l'esplanade", car elles étaient alors situées face au pré-Cagnon, une vaste prairie servant d'esplanade jusqu'à la construction du quartier de la basse-ville dans la seconde moitié du XVIIIe siècle.
L'origine du nom actuel de la caserne est celui de Jean Paul Adam Schramm, né le 1er décembre 1789 à Arras (Pas-de-Calais) et mort le 25 février 1884 à Paris, général français du Premier Empire. Au cours de la campagne 1807, ce général avait pris une part très active au Siège Dantzig (1807), particulièrement à l’attaque de la Frisch-Nehrung. Puis en 1808, au moment de la Guerre d'indépendance espagnole, il participa à campagne française de quelques mois, dans laquelle l’Empereur s’empare de Madrid, après avoir détruit ou dispersé les armées espagnoles et repoussé l’armée anglaise sur la Corogne.

## Première guerre mondiale
Au tout début de la Première guerre mondiale, les 6, 7 et 8 septembre 1914, les Allemands, sous les ordres du général Friedrich Bertram Sixt von Arnim, occupent Arras et la citadelle. Les premiers arrivés, le 6 septembre, occupent la citadelle, tandis que le lendemain un nouveau bataillon d’infanterie  s’installe aux casernes Schramm et l'Etat-major dans les hôtels « Le Commerce » et « L’Univers ».
Les occupants de la citadelle la pillent et la saccagent et après la guerre tous les bâtiments de la citadelle ne furent pas réédifiés.

## XXIesiècle
Située dans le bâtiment Saint-Nicaise à Arras cette caserne désaffectée depuis plus de vingt ans a bénéficié en 2019 d'une rénovation.
La communauté urbaine d'Arras était devenue propriétaire de la caserne Schramm pour l'euro symbolique en 2010, au terme d'un contrat de redynamisation de site de défense.